# Lecce nei Marsi
Lecce nei Marsi è un comune italiano di 1 514 abitanti della provincia dell'Aquila in Abruzzo. Il suo territorio è incluso nell'area protetta del parco nazionale d'Abruzzo, Lazio e Molise.

## Geografia fisica
Il paese, adagiato sulle pendici del monte Turchio, è situato sul versante sud orientale della piana del Fucino, nel cuore della Marsica. L'area urbana è posta a 740 m s.l.m. mentre, in posizione dominante a 1270 m s.l.m., si trovano i ruderi del centro abbandonato di Lecce Vecchio; in altura sono collocate le rovine di alcuni casali come Sierri, Buccella, Macchia e Ca' Marino. Il comune, insieme a Gioia dei Marsi, rappresenta un'area d'accesso della Marsica fucense al parco nazionale d'Abruzzo, Lazio e Molise. In altura si trovano, in piena area protetta, la Cicerana, con la faggeta vetusta di Selva Moricento, dichiarata nel 2017 patrimonio mondiale dell'umanità, e le località di Rocca Genovese (1944 m s.l.m.), La Guardia (circa 1420 m s.l.m.), Vallone di Lecce Vecchio, Coppo dei Lepre, Passo della Fontecchia e il valico di Monna Rapanella.

## Origini del nome

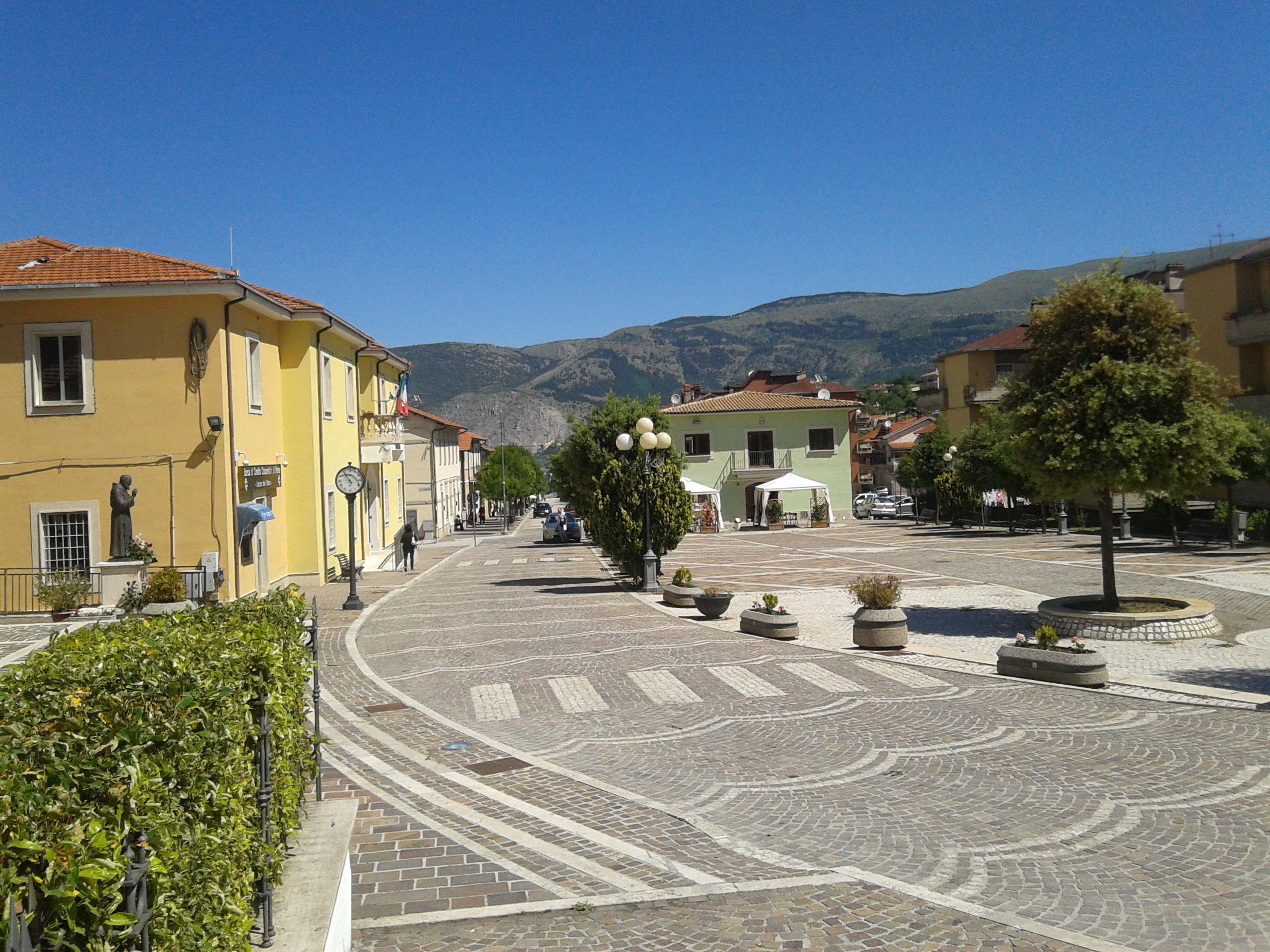
Scorcio del centro urbano

Sull'origine del nome di Lecce non ci sono certezze. Il poleonimo potrebbe essere derivato dall'aggettivo "iliceus", relativo al fitonimo Quercus ilex, ovvero gli alberi di leccio che avrebbero caratterizzato l'area sottostante l'abitato primordiale.
L'ipotesi secondo la quale il paese medievale sarebbe stato fondato intorno al X secolo dalla popolazione dei Lici, appartenenti alla storica regione dell'Asia Minore della Licia, è ascrivibile alle leggende popolari, basandosi su delle supposizioni non supportate da alcuna evidenza di carattere archeologico e storico, come l'origine del culto per il patrono san Biagio e l'appellativo "nei Marsi" piuttosto che "dei Marsi", elemento questo che testimonierebbe una certa estraneità rispetto ai luoghi da parte di popolazioni venute da lontano.

## Storia

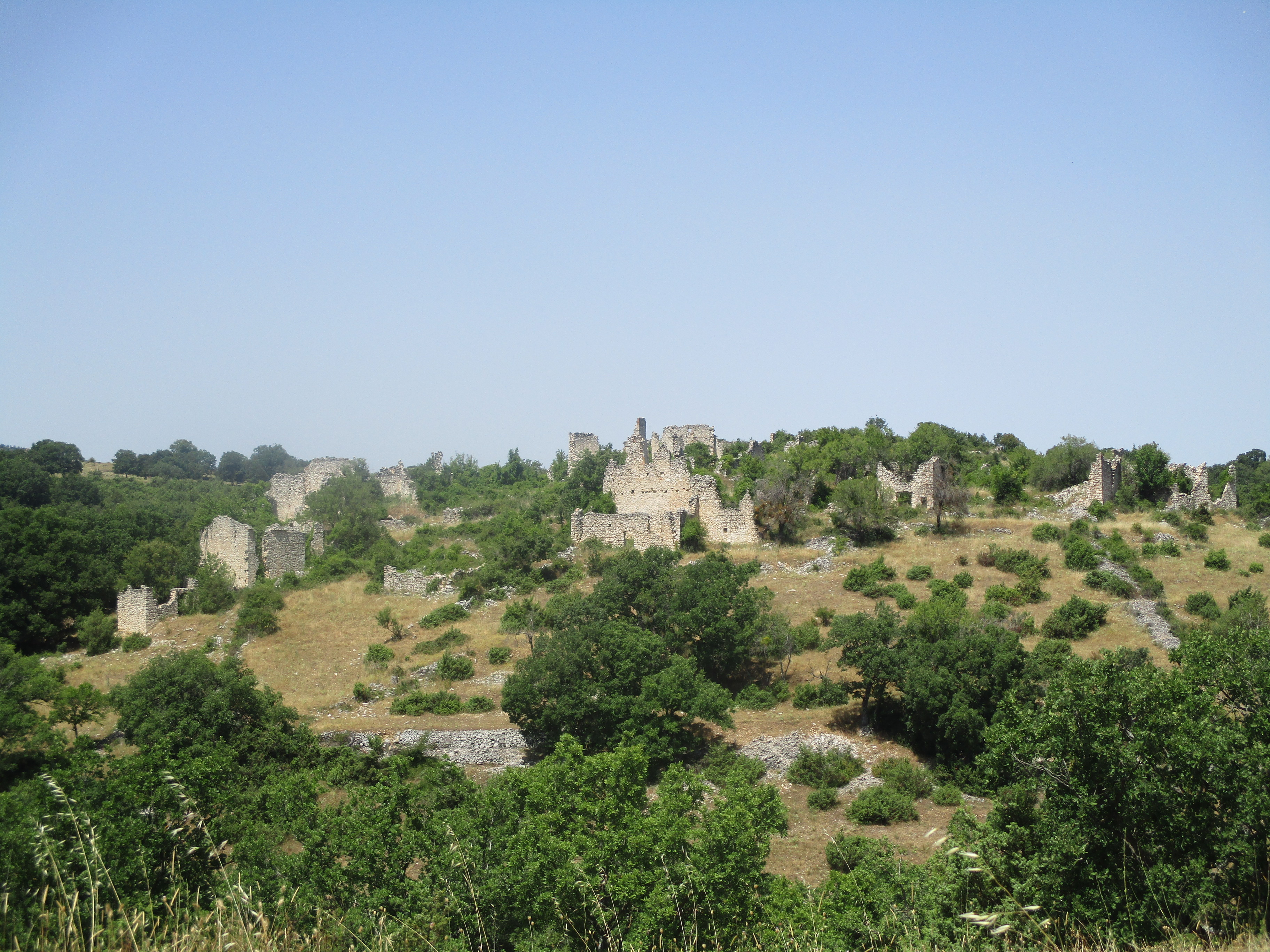
Veduta di Ca' Marino, Sierri e Buccella

I nuclei primordiali furono Vicus Anninus e Litium, situati nel territorio dei Marsi, popolo italico che abitò il settore sud orientale circostante il lago Fucino. Lecce, dopo la distruzione dell'antico castello marso ad opera dei Romani durante la guerra sociale, sarebbe risorta in epoca longobarda, periodo in cui si concluse l'aggregazione di vari casali che costituirono il nucleo principale. 
Le citazioni delle località e delle chiese leccesi si trovano nella bolla del 1188 di papa Clemente III. Nel documento ecclesiastico figurano le chiese dedicate a santa Maria e san Pietro, appartenenti all'antico castello Licio, e i tre incastellamenti di Macrano, Agne ed Angre.
Secondo l'ipotesi più accreditata, intorno al 1420, nacque nel borgo originario di Lecce Andrea De Litio, artista riconosciuto tra i massimi esponenti italiani del tardo gotico e della pittura rinascimentale.
Nel XV secolo Lecce, chiamata durante il Medioevo anche Licine o Liciae, figurava tra i castelli del "comitatus Celani", ovvero la contea di Celano. Il paese, infatti, fu soggetto come quasi tutti gli altri centri del territorio fucense a Odoardo Colonna e a sua moglie Jacovella; nel XVI secolo passò invece sotto il controllo dei Piccolomini. Il paese vecchio, durante il Seicento, fu segnato da pestilenze e brigantaggio; la chiesa di San Pietro, abbandonata e quasi distrutta all'epoca della peste del 1656, negli anni immediatamente successivi fu ricostruita e dedicata a sant'Elia, stando a quanto riportato da Pietro Antonio Corsignani nell'opera Reggia Marsicana del 1738. La chiesa di San Martino, posta nell'antico sito di Agne, surrogata all'antica chiesa parrocchiale di Santa Maria, ottenne da papa Urbano VIII il privilegio di indulgenze speciali per i fedeli visitatori dei suoi sette altari. 
In età contemporanea il territorio fu, come gran parte della Marsica, al centro delle vicende legate al brigantaggio pre-unitario; con la proclamazione del Regno d'Italia il comune fu incluso nel circondario di Gioia-Manaforno in seno all'Abruzzo Ulteriore Secondo. Il comune acquisì la denominazione ufficiale di Lecce nei Marsi nel 1863.
Lecce Vecchio, i casali sparsi come Ca' Marino, Sierra, Buccella e Macchia, già in decadenza, le frazioni di Taroti e Vallemora e la "frazione centrale" di Castelluccio, sede del municipio, furono quasi del tutto distrutte dal terremoto della Marsica del 1915, che causò in questo territorio oltre 530 vittime. Il paese nuovo di Lecce nei Marsi fu ricostruito nel corso del XX secolo; con l'istituzione nel 1923 del parco nazionale d'Abruzzo, al cui primo presidente Erminio Sipari fu concessa la cittadinanza onoraria, si è avuto un graduale sviluppo delle politiche ambientali e turistiche.

### Simboli
Sullo sfondo azzurro dello stemma comunale, concesso con decreto del presidente della Repubblica del 9 febbraio 1994, è raffigurato san Biagio vescovo, che indossa la mitra e impugna con la sinistra il pastorale, in piedi sulla pianura di verde e posto fra le lettere S e B puntate. Il gonfalone è un drappo di rosso.

## Monumenti e luoghi d'interesse

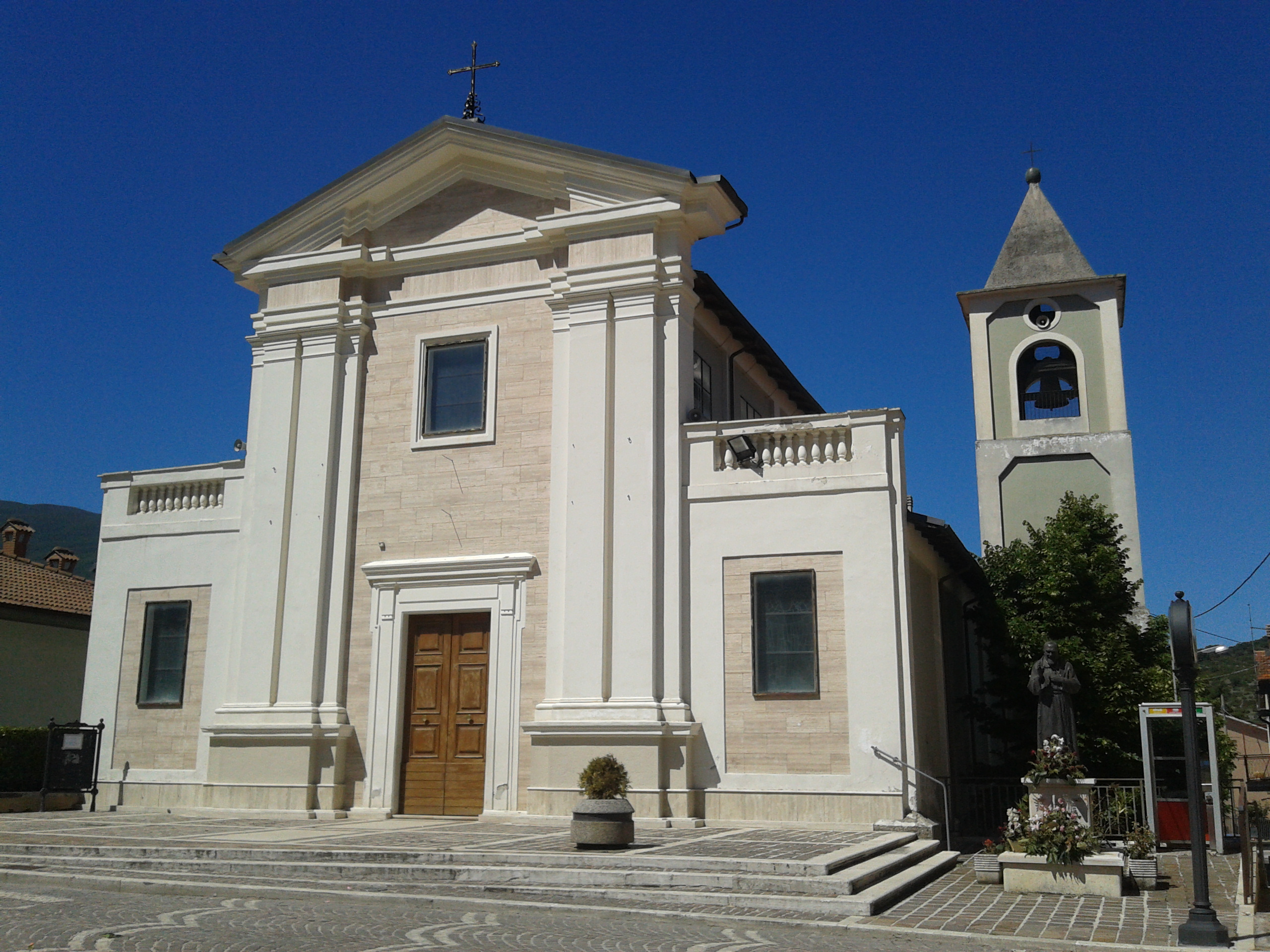
Chiesa di Santa Maria Assunta

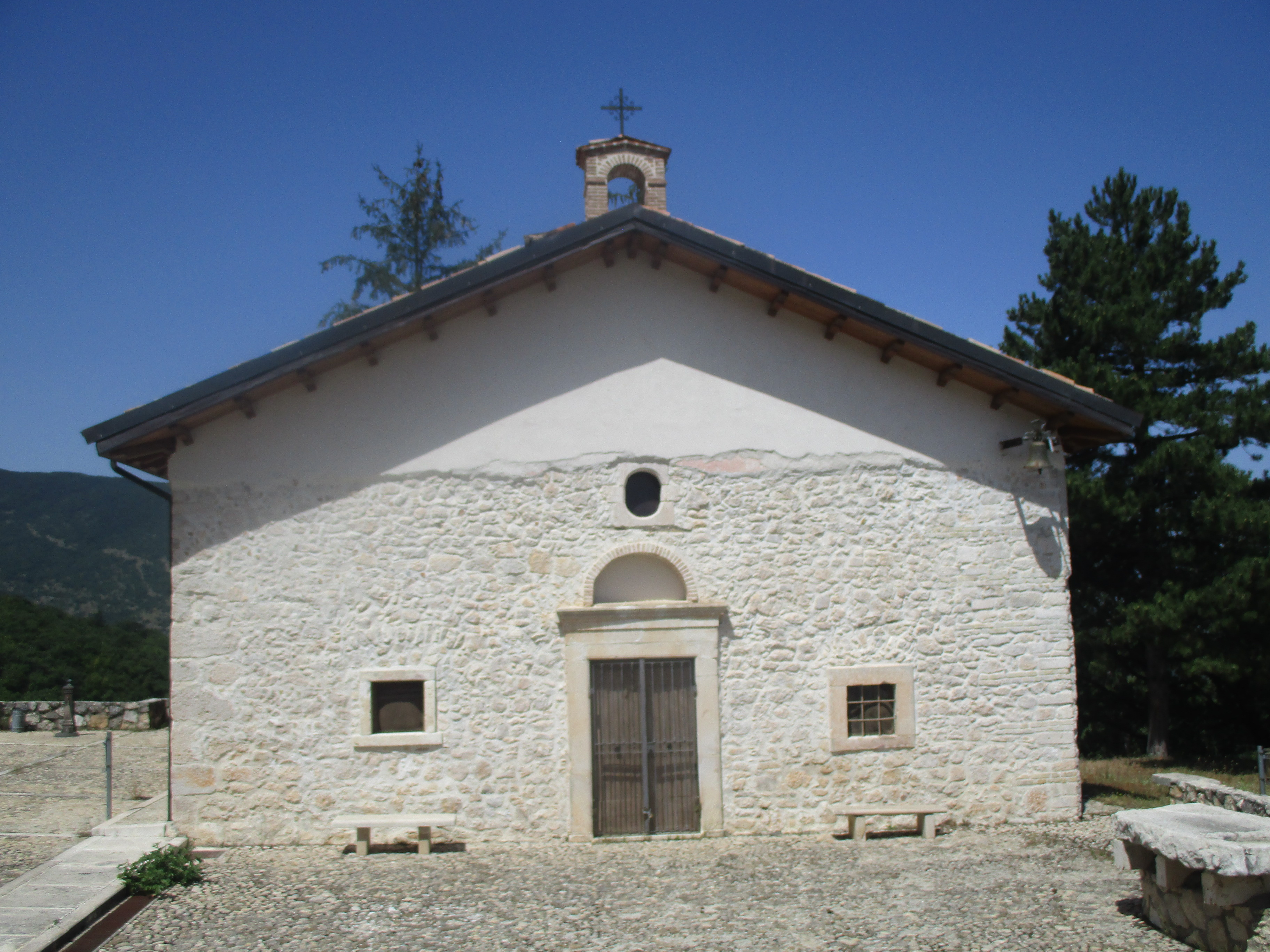
Chiesa di Sant'Antonio

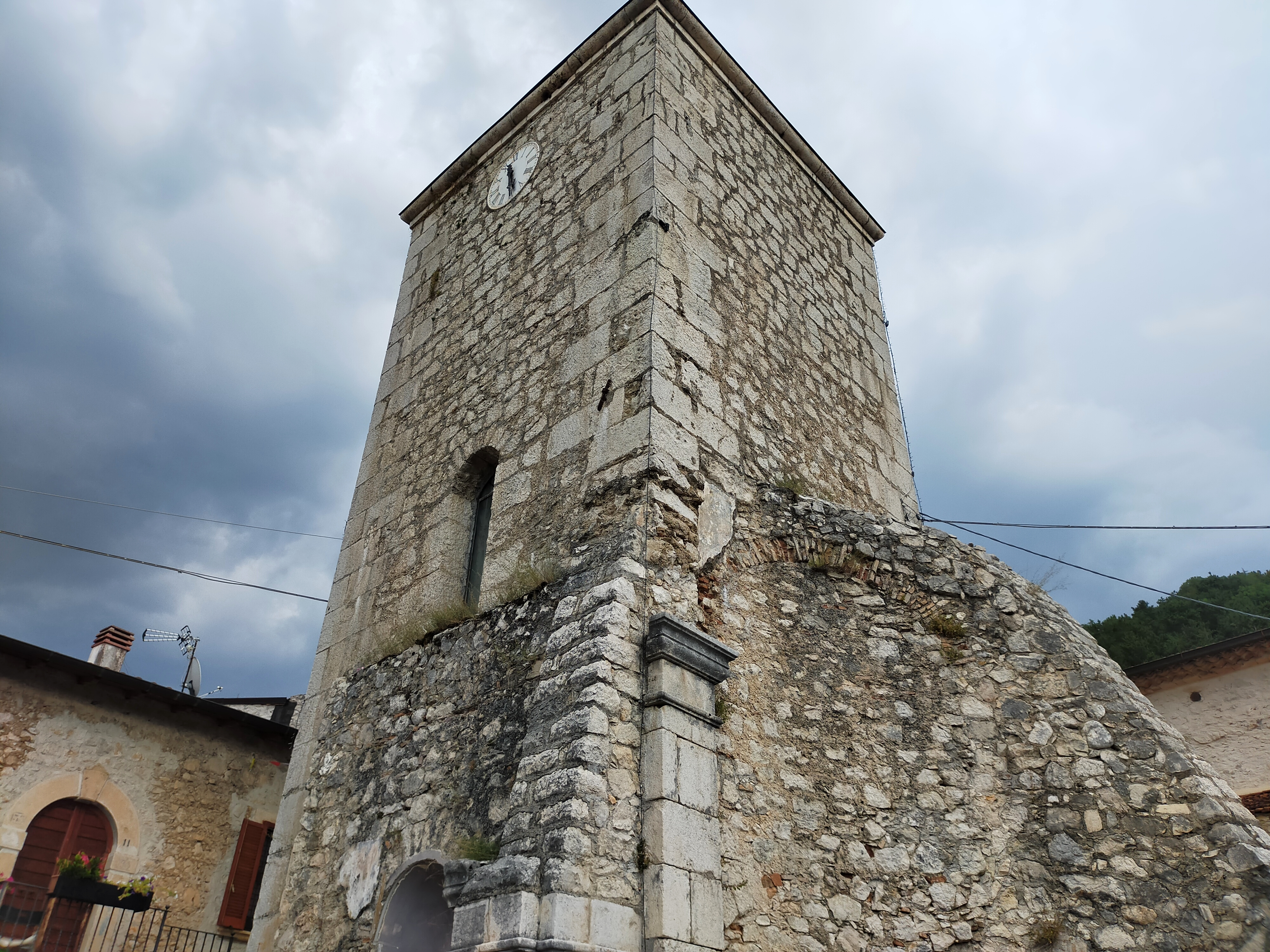
Torre campanaria di San Martino in Agne

### Architetture religiose
Chiesa di Santa Maria AssuntaL'edificio originario risale al XII secolo. Distrutta e rimaneggiata più volte, è stata ricostruita in forme semplici. L'edificio è situato al centro del paese, accanto al municipio e al monumento ai caduti.
Chiesa di Sant'AntonioDenominata in alcuni documenti storici "chiesa della Madonna delle Grazie", è dedicata a sant'Antonio di Padova. La chiesa rurale, di piccole dimensioni, è situata in posizione solitaria in località Macchia, non distante dai centri abbandonati di Sierri e Buccella.
Chiesa scomparsa di Sant'EliaL'edificio originario venne edificato sui resti della chiesa di San Pietro, che venne abbandonata e distrutta in seguito alla peste del 1656.
Chiesa scomparsa di San Martino in AgneAntica chiesa di Lecce nei Marsi fondata nel X secolo nel borgo di Castelluccio. È stata una chiesa surrogata alla chiesa madre di Santa Maria, per poi divenire essa stessa la chiesa principale, allorquando la chiesa madre cadde in disuso nel XVIII secolo. La chiesa di San Martino è crollata con il sisma del 1915. Di essa rimangono alcune parti e la torre campanaria, rimasta in funzione anche dopo il terremoto.
Chiesa di San BiagioEdificio di culto moderno situato in località Vallemora. La chiesa è stata aperta al culto nei primi anni del XXI secolo.
Chiesetta di Santa LuciaPiccolo edificio di culto situato lungo il sentiero che conduce al vallone Macrano e al versante montano di Gioia dei Marsi.
Santuario della Madonna del PozzoLuogo di culto situato tra Ortucchio e Lecce. L'edificio originario è risalente al XII secolo.

### Monumenti

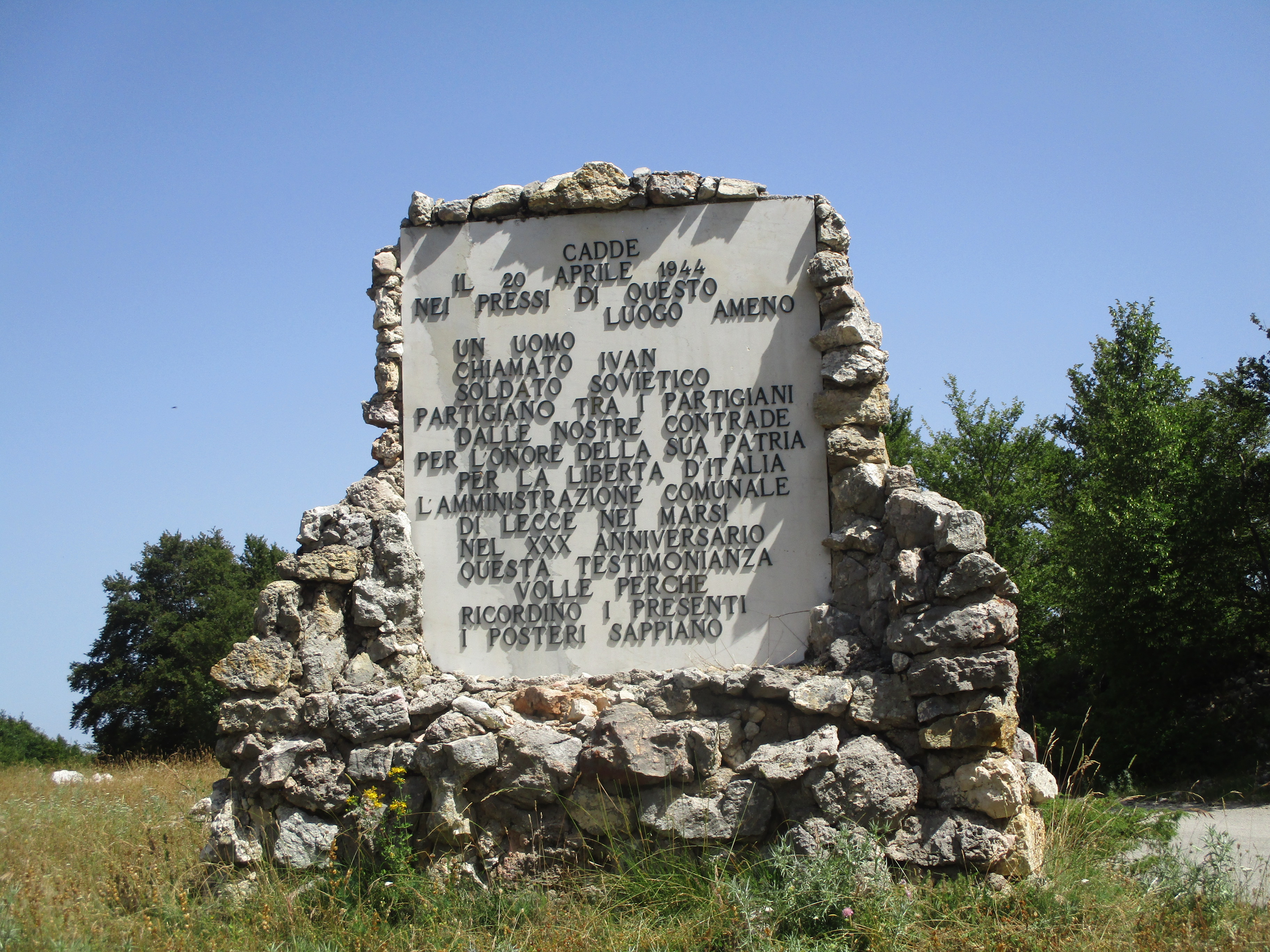
Monumento al soldato Ivan

Monumento ai caduti della prima e della seconda guerra mondialeCollocato nella centrale piazza del Monumento.
Monumento al soldato sovietico IvanGrande lapide, opera voluta dal sindaco Mario Spallone, posta all'inizio degli anni settanta in località La Guardia in ricordo del soldato, fuggito dal campo di concentramento di Avezzano e ucciso sulla montagna leccese il 20 aprile 1944 dai nazisti.
- Fontana monumentale, collocata nella piazza centrale del paese.
- Fontana di via del Pretaro, situata nei pressi del cimitero.
- Fontanile e fonte di Lycia, collocate rispettivamente lungo il sentiero per Forca Trivella-valle di Amplero e lungo la strada che conduce nella località La Guardia.

### Sierri e Buccella
Il terremoto del 1915 che distrusse molti centri della Marsica causò l'abbandono dei paesi posti in altura e, al contempo, il quasi definitivo allontanamento dall'economia pastorale non più fiorente; tutto ciò favorì la ricostruzione a valle. Questo avvenne anche a Lecce nei Marsi dove le vetuste località di Sierri, Buccella (Ca' Buccella), Ca' Marino, Ca' Scappone e Macchia (Ca' Carlone), già in parziale rovina furono quasi completamente distrutte dal sisma e abbandonate dai pochi superstiti.

### Lecce Vecchio

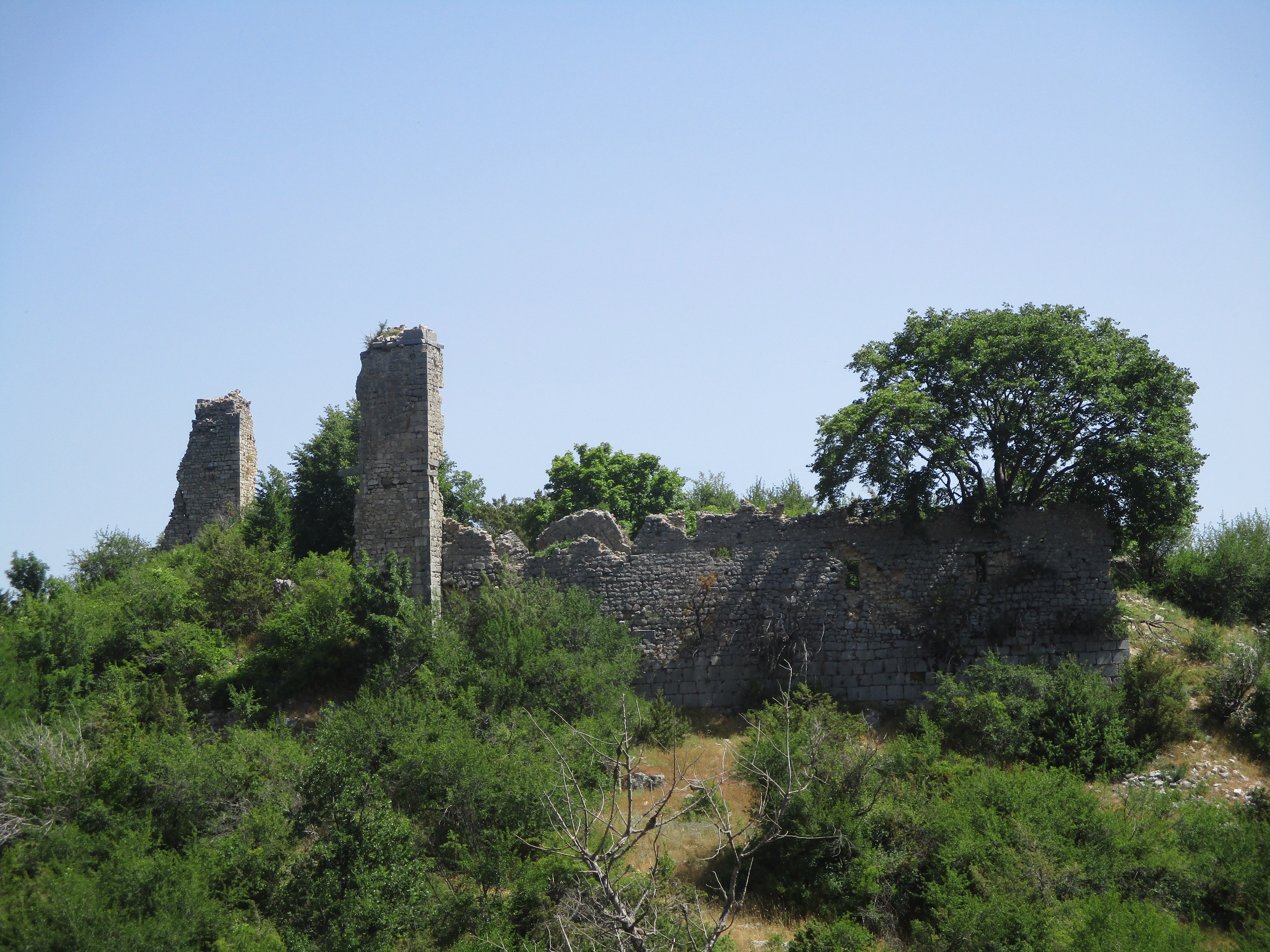
Ruderi di Lecce Vecchio

I resti del castello, forse appartenuto ai marchesi Trasmondi, e della torre medievale di Litium sono situati nei pressi della località La Guardia, a 1278 m s.l.m. e in posizione dominante rispetto al territorio circostante. Altre testimonianze e rinvenimenti archeologici attestano in quest'area la presenza di un ocre risalente all'epoca preromana. Nel XIV secolo l'area era anche nota con il nome di "Castrum Litii"; in alcuni documenti sono riportati i nomi di "Litum" o "Lice".
I ruderi del borgo fortificato di Litium sono situati su due colli e circondati da una cerchia muraria dotata di tre porte, di cui restano visibili alcune tracce. Il colle a nord ovest è denominato Collemino; accanto alla chiesa di Sant'Elia, c'era "Porta Caiòla". Posta a strapiombo sulla valle, costituiva la porta principale poiché metteva il borgo in comunicazione con il piano, tanto da essere chiamata "Pila", ovvero "porta", dando anche il nome all'area nella quale si trovano i ruderi della supposta casa natale del pittore Andrea De Litio. Il colle dominante a sud est, più vicino al monte Turchio, è denominato colle dell'Ospedale. Qui sono presenti i ruderi della chiesa parrocchiale e della "Porta del Campanile". La terza porta si trovava nel mezzo, situata fra i due colli. Il suo nome era "Porta di Metta" o "Porta della Corte", ovvero "Porta della Città".

### Siti archeologici

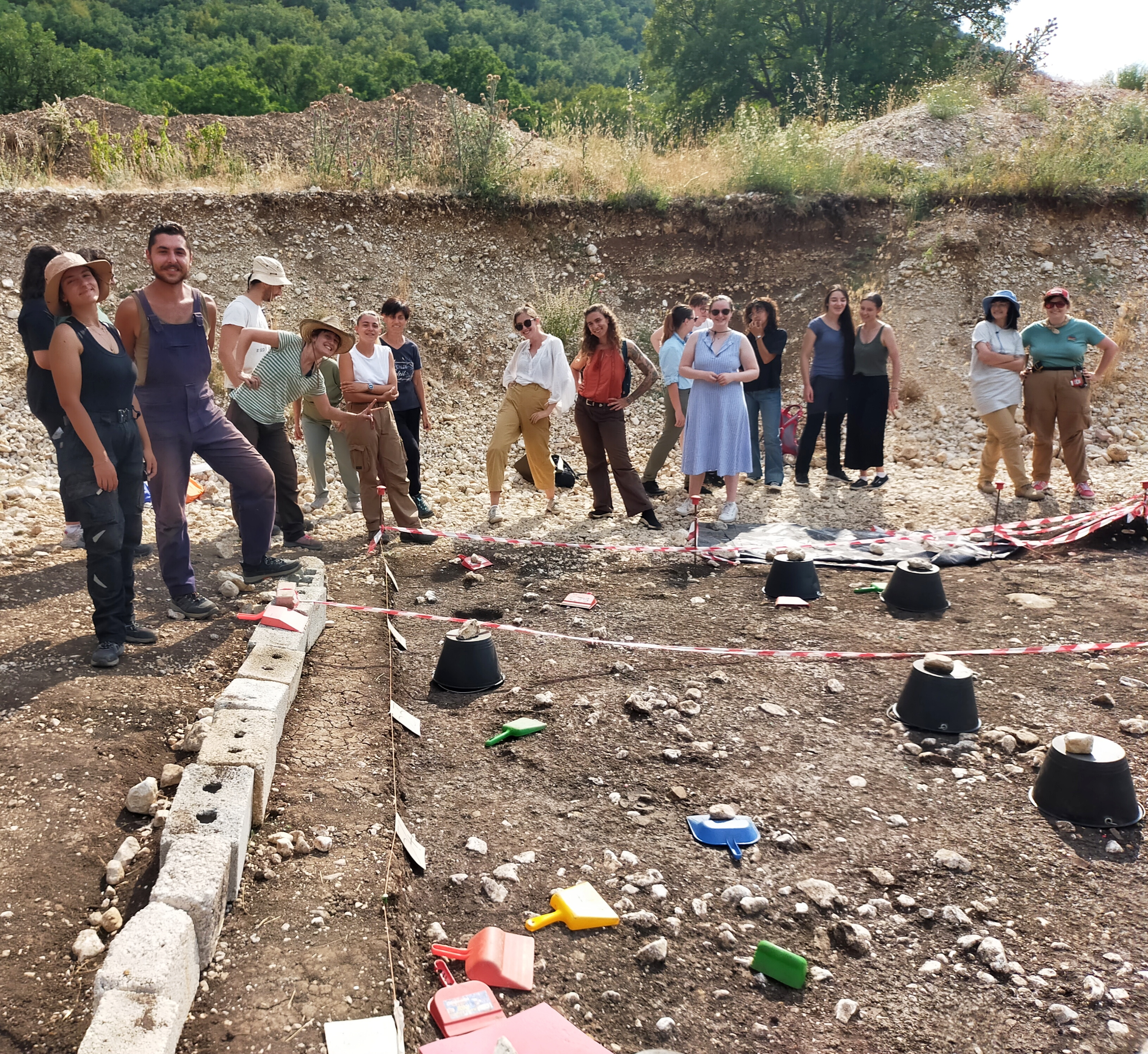
Studiosi dell'Università di Pisa e del gruppo universitario internazionale nel sito neolitico di Rio Tana

Rio TanaNei pressi del torrente Tavana sono tornate alla luce tracce del villaggio neolitico antico di Rio Tana, risalente intorno al 6.800 a.C. (VII millennio a.C.), che attestano un cambiamento nel modus vivendi delle bande nomadi, che diventarono stanziali. Gli uomini da cacciatori occasionali divennero allevatori e coltivatori, modificando anche le proprie abitudini alimentari.
Vicus AnninusIl centro fortificato del monte Cirmo, collocato a circa 1095 m s.l.m. e risalente al IV secolo a.C., costituì con ogni probabilità l'acropoli del Vicus Anninus, in cui nel corso del I secolo visse, dopo la carriera militare, Aulo Virgio Marso. Varie operazioni di studio e scavo hanno riportato alla luce diversi reperti archeologici. Sarebbe collocabile nel contemporaneo quartiere di Castelluccio l'omonimo insediamento di epoca medievale noto anche come "Annio", che poteva estendersi tra il torrente Rio Tavana e la confluenza del Rio Emma. Nei pressi dell'antica chiesa di San Martino in Agne, di cui resta in piedi la torre campanaria, situato a circa 750 m s.l.m. c'era un santuario dedicato a Valetudo.

### Aree naturali

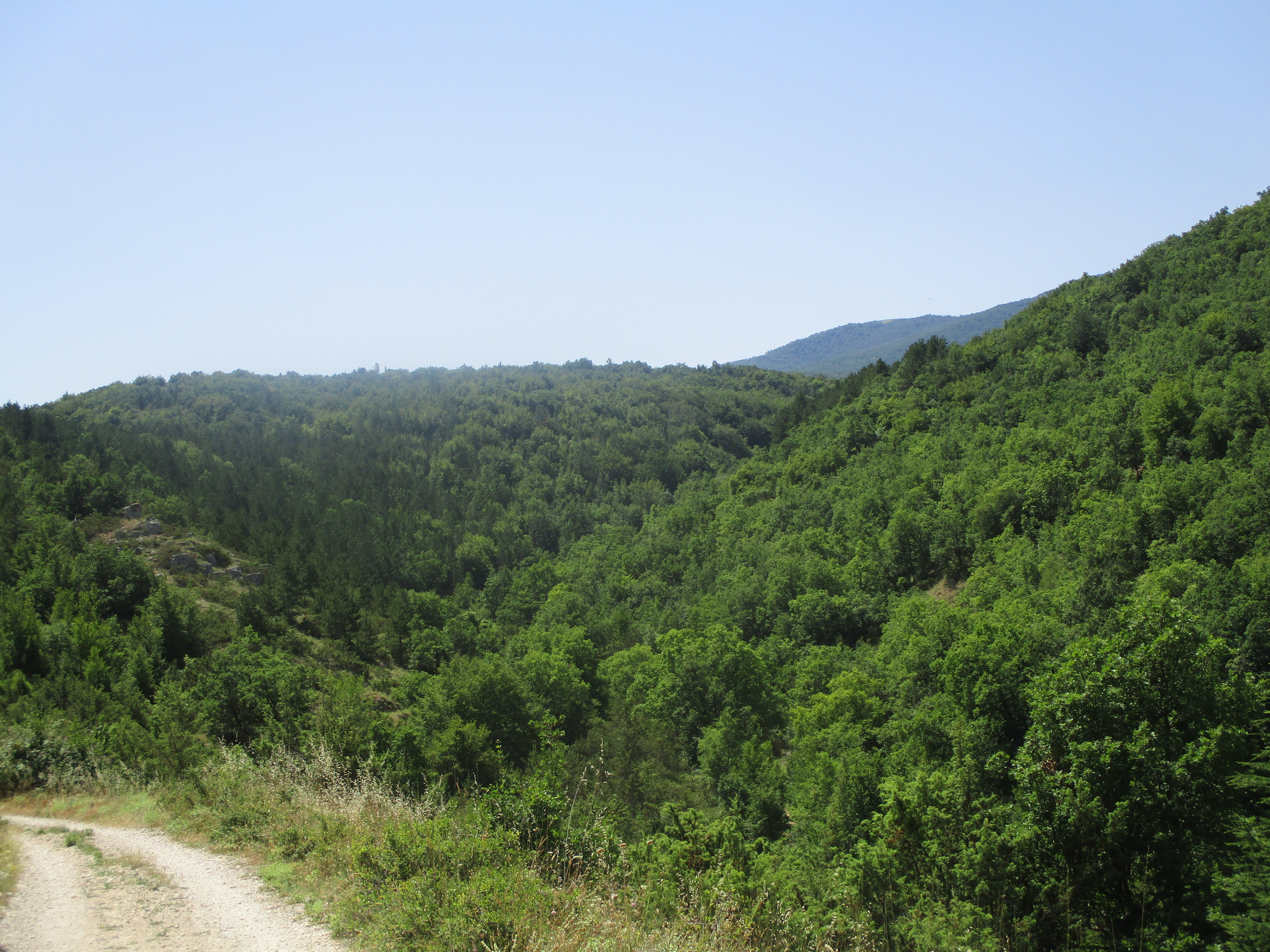
Il territorio montano di La Guardia

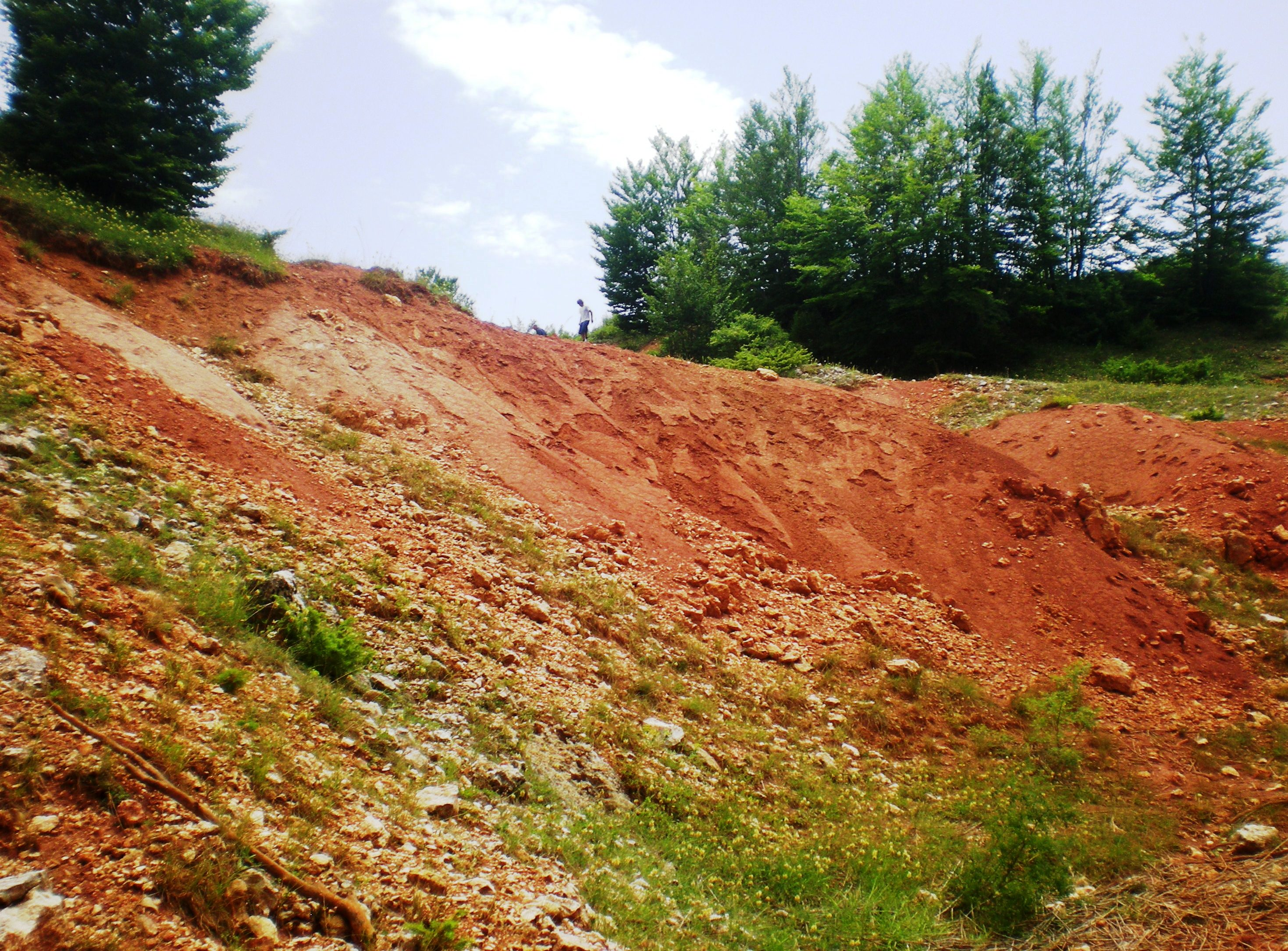
La miniera dismessa di bauxite in località Collerosso

CiceranaAltopiano carsico situato a circa 1560 m s.l.m., oltre la località e il rifugio La Guardia. È circondato dalle vette del monte Turchio (1894 m s.l.m.), del monte di Valle Caprara (1998 m s.l.m.), di Rocca Genovese (1944 m s.l.m.), del monte Marcolano (1940 m s.l.m.) e del monte Prato Maiuri (1899 m s.l.m.). La faggeta vetusta di Selva Moricento è stata riconosciuta nel 2017 patrimonio mondiale dell'umanità unitamente ad altri nuclei di faggete vetuste del parco nazionale d'Abruzzo, Lazio e Molise.
Geosito miniera di bauxiteUno degli anelli di congiunzione della rete sentieristica della via dei Marsi è il "cammino della bauxite" che si snoda tra i comuni di Villavallelonga, Lecce nei Marsi e Bisegna, attraversando i territori montani posti a sud sud est del Fucino. Oltre il vallone di Lecce Vecchio, in località Collerosso a 1426 m s.l.m., è situata la miniera dismessa di bauxite, a ridosso dei confini del parco nazionale d'Abruzzo, Lazio e Molise. Scoperta nei primi anni dell'Ottocento, fu sfruttata per fondere negli altiforni il minerale rosso per estrarne soltanto ferro, in quanto all'epoca non si conosceva l'esistenza dell'alluminio (di cui ne conteneva circa il 60%), come peraltro non esisteva ancora il termine "bauxite". Il minerale, raccolto a Collerosso, veniva trasportato da muli lungo un sentiero d'alta quota fino alla ferriera di San Sebastiano dei Marsi, frazione di Bisegna, dove veniva trasformato in ferro a beneficio dei comuni vicini. Dismessa nel 1859, alla vigilia dell'unità d'Italia, riprese vita solo 40 anni dopo nel 1901 e iniziò la sua produzione costante nel 1904. La bauxite in questo periodo veniva trasportata e lavorata con il metodo elettrochimico presso lo stabilimento Bussi Officine di Bussi sul Tirino, nella contemporanea provincia di Pescara. La miniera di Lecce è stata uno dei più importanti siti minerari del suo genere in territorio italiano fino al 1930, quando smise di produrre, per riaprire temporaneamente dagli anni cinquanta agli anni sessanta, per poi chiudere definitivamente.
Valli dell'OrsoRete sentieristica dedicata all'orso bruno marsicano. I percorsi naturalistici raggiungono il centro del parco nazionale d'Abruzzo, Lazio e Molise attraverso la località di Macchia, le faggete di La Guardia e della Cicerana, il rifugio del Diavolo e le limitrofe aree montuose della Vallelonga.
Grotta dei MandrilliOltre i ruderi di Lecce Vecchio ed il rifugio di località La Guardia, superato il fontanile del torrente Tavana, una forra conduce all'ingresso principale della grotta, praticabile solo in periodo di secca. L'area è ricca di piccole sorgenti e presenta un laghetto, il piccolo inghiottitoio Giardinetti, con risorgente e, non distante, la cavità della grotta dell'Orso.
Grotta di PozzoLa cavità è situata a mezza costa lungo il bordo meridionale dell'alveo fucense. Inclusa nel complesso di grotte che caratterizza i territori di Lecce, Ortucchio e Trasacco, la grotta è stata scoperta dagli archeologi dell'Università degli Studi di Roma "La Sapienza" nel 1992. Da varie campagne di scavo sono emerse testimonianze scheletriche e dell'industria litica che la inquadrano nell'arco temporale del Paleolitico.
Grotta Achille GentilottiGià nota come Grotta degli Scheletri, la cavità è situata in località valle delle Vacche. Il pozzo d'ingresso è profondo circa 25 metri, la sala principale, di forma ellittica, è larga circa 30. L'avvallamento interno è scavato nella bauxite. Nei periodi piovosi si forma un piccolo lago profondo circa 5 metri.
- Neviere di val Mugone[38].
- Abisso del Tratturello[38].
- Sorgente di Saùco[25].

## Società

### Evoluzione demografica
Abitanti censiti

### Etnie e minoranze straniere
I cittadini stranieri residenti a Lecce nei Marsi rilevati dall'Istat al 31 dicembre 2020 erano 206, pari circa al 13% della popolazione residente.

### Tradizioni e folclore
L'ultima domenica di settembre di ogni anno si celebra la festa patronale in onore di san Biagio, patrono del comune di Lecce nei Marsi.

## Cultura

### Biblioteche
Nella sede municipale è ospitata dal 20 giugno 2015 la biblioteca comunale "Enrico Zampetti".

### Patrimoni dell'umanità dell'UNESCO
Nel 2017 i cinque nuclei di faggete vetuste, ricadenti in una superficie di oltre 1000 ettari inclusa tra i comuni di Lecce nei Marsi (Selva Moricento), Opi (Cacciagrande e Valle Jancino in Val Fondillo), Pescasseroli (Coppo del Principe e Coppo del Morto) e Villavallelonga (Val Cervara), in parte databili intorno ai 560 anni, sono stati dichiarati patrimonio mondiale dell'umanità nel contesto delle foreste primordiali dei faggi dei Carpazi e di altre regioni d'Europa. Si tratta del primo riconoscimento UNESCO per l'intera regione abruzzese.

## Economia

### Turismo
Lecce nei Marsi fa parte dell'associazione nazionale Borghi autentici d'Italia.

## Infrastrutture e trasporti

### Strade
La strada provinciale 21 Magoranese attraversa i territori di Casali d'Aschi, Gioia dei Marsi, Lecce nei Marsi e Ortucchio fino al ricongiungimento con la strada statale 83 Marsicana che collega la Marsica orientale al parco nazionale d'Abruzzo, Lazio e Molise.

## Amministrazione

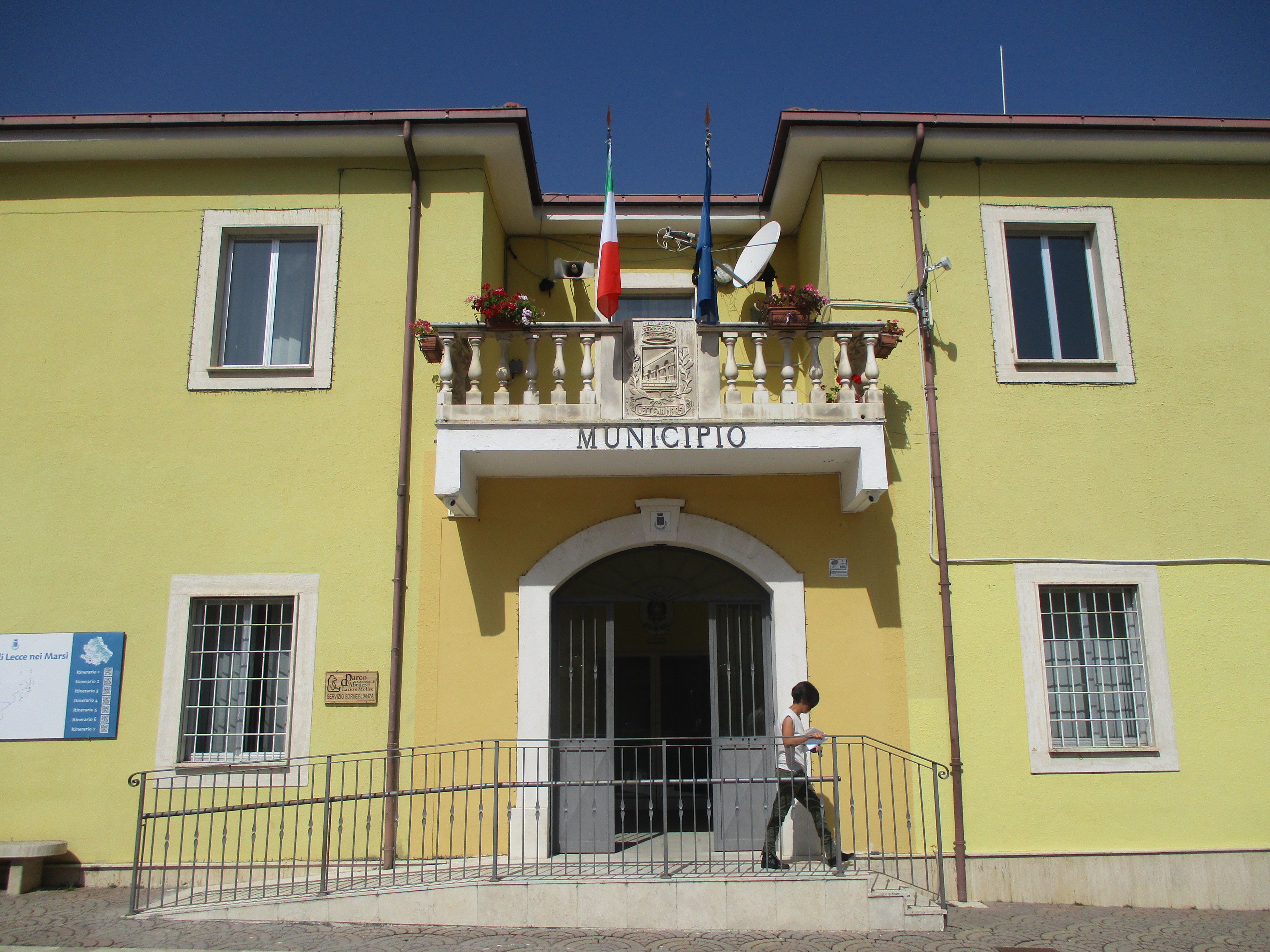
Municipio di Lecce nei Marsi

Sul sito del Ministero dell'interno sono disponibili i dati di tutte le elezioni amministrative di Lecce nei Marsi dal 1985 ad oggi.
| Periodo        | Periodo         | Primo cittadino            | Partito                             | Carica  | Note   |
| -------------- | --------------- | -------------------------- | ----------------------------------- | ------- | ------ |
| 1950           | 1952            | Antonio Barile             | Lista civica                        | Sindaco |        |
| 1952           | 1964            | Alfredo Rodomonte Spallone | Lista civica                        | Sindaco |        |
| 1964           | 1970            | Alfredo Morgani            | Lista civica                        | Sindaco |        |
| 1970           | 1985            | Mario Spallone             | PCI                                 | Sindaco |        |
| 1985           | 1995            | Angelo Gallotti            | Lista civica                        | Sindaco |        |
| 23 aprile 1995 | 12 giugno 1999  | Alfredo Spallone           | Coalizione di centro-sinistra       | Sindaco |        |
| 13 giugno 1999 | 12 giugno 2004  | Alfredo Spallone           | Coalizione di centro-sinistra       | Sindaco |        |
| 13 giugno 2004 | 27 ottobre 2006 | Andrea Favoriti            | Lista civica                        | Sindaco | [ 46 ] |
| 28 maggio 2007 | 6 maggio 2012   | Andrea Favoriti            | Lista civica                        | Sindaco |        |
| 7 maggio 2012  | 10 giugno 2017  | Gianluca De Angelis        | Lista civica Lecce futura           | Sindaco |        |
| 11 giugno 2017 | 12 giugno 2022  | Gianluca De Angelis        | Lista civica Lecce futura           | Sindaco |        |
| 13 giugno 2022 | in carica       | Augusto Barile             | Lista civica Lecce futura 2022-2027 | Sindaco |        |

### Gemellaggi
- Făurei, dal 2006[47];
- Atri, dal 2013[48][49].

## Sport

### Calcio
La principale squadra di calcio di Lecce nei Marsi è l'A.S.D. Lycia Lecce che milita nei tornei dilettantistici abruzzesi.